# ARETECO HOLDINGS
株式会社ARETECO HOLDINGS（アレテコホールディングス）は、東京都文京区に本社を置く、マーケティング戦略の企画・支援や自社ブランド事業を展開する企業である。

## 沿革
- 2016年11月、高木健作が株式会社ARETECO HOLDINGSを創業。
- 2017年4月1日、歯科矯正ブランド「キレイライン矯正」のサービス開始[2]。
- 2021年1月1日、Relook株式会社を吸収合併[3]。
- 2021年3月1日、非常勤監査役に三輪記子（弁護士）が就任[4]。
- 2021年7月12日、みずほ銀行による「Mizuho Innovation Award」2021年度第2四半期受賞企業に選定される[5][6]。
- 2021年10月4日、『キレイライン矯正』TVCMが「the Creative Floor Healthcare Awards 2020&2021」で2部門を受賞[7][8]。
- 2021年11月3日、VCA（Venture Community for Arts）主催アートイベント「アート思考の芽生え -想像と創造-」に参画企業として参加[9]。
- 2022年11月10日、「キレイライン矯正」の商標権および制作物をSheepMedical Technologies株式会社に譲渡、同社が事業を引き継ぐ[10]。

## 事業内容
- マーケティング支援事業
- ブランド事業

## 企業理念
企業理念は「いまここで、よく生きる」。アリストテレスが唱えた、人間・万物の究極目的は「最高善（幸福）」であり善とは「卓越性を充分に発揮すること」という考え方に影響を受けている。「未来を手段に、今を目的に」という言葉を軸に、今の瞬間を大事にしながら、卓越した創造性の発揮をめざす。
社名のARETECOは、ギリシャ語で卓越性を意味する「aretē」と、共に集うことを表す「co」をかけ合わせた言葉。

## 受賞歴・評価
- みずほ銀行「Mizuho Innovation Award」（2021年度第2四半期）
- 『Voil』「長期インターン満足度ランキング2020」1位[12]

## PR活動に起用された有名人
- 堀未央奈（キレイライン CampusAward 2022公式アンバサダー）[13]
- 星乃夢奈（キレイライン矯正）[14]
- ウエンツ瑛士（メンズキレイライン矯正 Web CM）[15]